# 噬病毒体
噬病毒体（Virophages）类似卫星病毒，但它抑制或损害辅助病毒。与其他卫星病毒类似，噬病毒体依赖于另一种病毒混合感染宿主。噬病毒体危害其辅助病毒的繁殖。尽管越来越多的科学文献中参考噬病毒体概念，但也有一些争议，它像一个独立的种类，而不同于其他卫星病毒。
噬病毒体能将宿主病毒和其他微生物的基因转移到自己的基因组中，体现了显著的基因混合效果。Sputnik 2噬病毒体还含有可以在细胞基因组内移动的小型链状DNA序列转座病毒体（transpovirons）。这种转座病毒体能随机插入到隐形眼镜病毒和其他拟菌病毒科成员的基因组中，这种噬病毒体可能可以把转座病毒体的DNA转移到巨型病毒宿主中，转座病毒体和噬病毒体可能通过病毒间基因转移而了影响了巨型病毒基因组。
目前已经发现的噬病毒体有：
噬病毒体目前提出的分类属于大病毒依赖科Lavidaviridae, 包含两个属卫星属Sputnikvirus和独特属Mavirus。
- 卫星噬病毒体（Sputnik virophage），侵染以变形虫为宿主的妈妈病毒（mamavirus）。[4]
- 卫星噬病毒体 2（Sputnik 2 virophage），也被称为超噬病毒体（provirophage），能干擾巨型病毒隐形眼镜病毒（Lentillevirus）。[5]
- 邻居噬病毒体（Zamilon virophage），攻击拟菌病毒（Mimivirus）[6]。在美国北部发现了Zamilon 2。研究者发现有一些拟菌病毒可以抵御Zamilon的入侵，在这些拟菌病毒的基因组内发现了Zamilon的基因片段（规律间隔成簇短回文重复序列 Clustered Regularly Interspaced Short Palindromic Repeats, CRISPR）。如果在这些拟菌病毒的基因组上清除这个片段所在的基因，拟菌病毒便失去了抵御Zamilon的能力。在这个基因的附近，还找到了类似细菌Cas蛋白的核酸酶，拟菌病毒的免疫系统作用的原理和细菌的CIRSPR／Cas类似。大病毒将感染它的噬病毒体的基因片段插入到自己的基因组里，这些基因片段会将核酸酶引导到入侵者的基因组上，核酸酶会将噬病毒体的基因组切断，从而阻止它进一步复制扩增。拟菌病毒中发现的免疫系统称为：MIMIVIRE（mimivirus virophage resistance element，拟菌病毒噬病毒体抵抗元件）。[7]
- 独特噬病毒体（Mavirus virophage），它的目标是一种巨型病毒CroV，CroV侵染一种鞭毛虫。[8]
- 有机湖噬病毒体（Organic Lake virophage, OLV），藻类DNA病毒（phycoDNAviruses）是一种攻击海藻的大病毒，而有机湖噬病毒体则能攻击这些藻类DNA病毒。[9]

## 外部連結
- 微生物免疫學-subvirus(亞病毒)（页面存档备份，存于）